# Carlos Duro
Carlos Duro (Buenos Aires, 7 de abril de 1971) es un entrenador de baloncesto argentino y actualmente se encuentra sin club.

## Carrera

### Inicios
Dio sus primeros pasos como entrenador en 1988, donde dirigió la categoría U12 de Obras hasta 1991. 
Entre 1992 y 1995 fue entrenador de las categorías U13-U15 del Banco Provincia.

### Máxima categoría como asistente y entrenador
El puertorriqueño Flor Meléndez lo convocó en Independiente de General Pico para la temporada 1998-1999.
Luego, fue asistente durante 6 años (1999-2005) del entrenador brasilero Helio Rubens durante su paso por Vasco Da Gama, allí fue Campeón de la Liga Brasileña 1999-2000 y con Uberlandia en 2004-2005.
Tuvo su primer experiencia dirigiendo a Boca Juniors en 2005. Allí ganó la Copa Argentina y la Liga Sudamericana de ese mismo año. Al finalizar la temporada se fue del club. 
Para el 2007 fue asistente de Bernardo Murphy en Obras, donde en noviembre de 2008 se convierte en el entrenador del club al cual dirigió hasta febrero de 2010.
Dirigió a Los Indios para la temporada 2010-2011 de la Liga Nacional B.
Fue convocado como asistente por Carlos Romano en Quimsa entre 2011-2012, ante la salida de este entrenador, Duro fue asistente de Fabio Demti en la temporada 2012-2013. 
Volvió nuevamente a Boca para dirigir el equipo principal entre 2013-2014. 
En 2013-2014 fue entrenador de la categoría U17-U18 de la Selección Nacional Argentina y 2015-2016 hizo lo propio en la categoría U15-U16.
Llega a San Lorenzo como asistente de Julio Lamas, allí permanece hasta 2020, cosechando 10 títulos; cuatro Liga Nacional de Básquet (2015-16, 2016-17, 2017-18 y 2018-19), un Torneo Súper 4 (2016-17), dos Supercopa de Argentina (2017-18 y 2018-19), un Torneo Súper 20 (2019) y dos Liga de las Américas (2018 y 2019).
Regreso a Boca como asistente de Gonzalo García en 2020. Luego de la renuncia de García, Duro se hizo cargo del equipo principal en 2023 y logró ser finalista, cayendo ante Quimsa. Renunció luego de malos resultados en la temporada 2023-24 que luego terminaría coronándose campeón Boca.

## Trayectoria
| Club             | País      | Año         |
| ---------------- | --------- | ----------- |
| Boca Juniors     | Argentina | 2005 - 2006 |
| Obras Sanitarias | Argentina | 2008 - 2010 |
| Los Indios       | Argentina | 2010 - 2010 |
| Boca Juniors     | Argentina | 2013 - 2014 |
| Boca Juniors     | Argentina | 2023 - 2024 |

## Palmarés

### Como entrenador

#### Campeonato nacionales
| Título                   | Club         | País      | Temporada |
| ------------------------ | ------------ | --------- | --------- |
| Copa Argentina           | Boca Juniors | Argentina | 2005      |
| Liga Nacional de Básquet | Boca Juniors | Argentina | 2023-24   |

#### Campeonato internacionales
| Título                                      | Club         | País      | Temporada |
| ------------------------------------------- | ------------ | --------- | --------- |
| Campeonato Sudamericano de Clubes Campeones | Boca Juniors | Argentina | 2005      |

### Como asistente

#### Campeonatos nacionales
| Título                       | Club          | País      | Año     |
| ---------------------------- | ------------- | --------- | ------- |
| Liga Brasileña de Baloncesto | Vasco da Gama | Brasil    | 1999-00 |
| Liga Brasileña de Baloncesto | Uberlandia    | Brasil    | 2004-05 |
| Liga Nacional de Básquet     | San Lorenzo   | Argentina | 2015-16 |
| Torneo Súper 4               | San Lorenzo   | Argentina | 2016-17 |
| Liga Nacional de Básquet     | San Lorenzo   | Argentina | 2016-17 |
| Liga Nacional de Básquet     | San Lorenzo   | Argentina | 2017-18 |
| Supercopa de la Liga         | San Lorenzo   | Argentina | 2017-18 |
| Liga Nacional de Básquet     | San Lorenzo   | Argentina | 2018-19 |
| Supercopa de la Liga         | San Lorenzo   | Argentina | 2018-19 |
| Torneo Súper 20              | San Lorenzo   | Argentina | 2019    |

#### Campeonato internacionales
| Título               | Club        | País      | Temporada |
| -------------------- | ----------- | --------- | --------- |
| Liga de las Américas | San Lorenzo | Argentina | 2018      |
| Liga de las Américas | San Lorenzo | Argentina | 2019      |